# Louis Franck (politicus)
Louis Marie François Franck (Antwerpen, 28 november 1868 - Wijnegem, 31 december 1937) was een Belgisch advocaat en politicus voor de Liberale Partij.

## Levensloop
De familie Franck was lid van de gegoede liberale burgerij van Antwerpen. Louis Franck studeerde aan het Atheneum van Antwerpen, waar hij in 1884 mee de tweetalige studiekring Cercle Etude oprichtte. Deze studiekring wilde de taalstrijd uit de weg gaan, maar uiteindelijk werd de kring in 1886 eentalig Nederlands.
In 1890 promoveerde hij tot doctor in de rechten aan de ULB. Aan de ULB was hij in 1887 medestichter van de eentalige en vrijzinnige Cercle Universitaire, waar studenten van alle faculteiten toegelaten werden en die tot doel had om het kritisch denken en het vrij onderzoek te bevorderen. Daarnaast werkte hij in 1889 mee aan het vrijzinnige Journal des Etudiants.
Hij vestigde zich als advocaat in Antwerpen, gespecialiseerd in zeevaartzaken. In 1895 was hij medestichter van het Comité maritime international, dat de eenmaking van het zeerecht en de oprichting van nationale afdelingen nastreefde, en 1896 was hij de grondlegger van de Association belge pour l'Unification du Droit Maritime. Van beide organisaties was hij jarenlang de secretaris-generaal en van de eerste organisatie werd hij in 1913 voorzitter. Ook was hij ondervoorzitter van het Institut du Droit comparé en van de International Law Association en vanaf 1922 hoogleraar zeerecht aan de ULB.
Als Antwerps advocaat was Franck lid van de Conférence du Jeune Barreau, waarvan hij in 1898 de voorzitter werd. Ook was hij actief in de Vlaamse Conferentie der Balie en was hij in 1899 medeoprichter van de Bond der Vlaamsche Rechtsgeleerden, waarvan hij in 1912 de voorzitter werd. Tegelijk bleef Franck als cultuurflamingant actief op het culturele terrein met publicaties over kunsten en letteren en als medestichter van het tijdschrift Van Nu en Straks en van moderne Antwerpse kunst- en muziekverenigingen.
In Antwerpen was Franck actief in de Liberale Vlaamse Bond, een zeer Vlaamsgezinde groepering binnen de Antwerpse Liberale Partij. In 1906 werd Franck namens de liberalen verkozen tot lid van de Kamer van volksvertegenwoordigers voor het arrondissement Antwerpen, een mandaat dat hij bleef vervullen tot in 1926. Ook werd hij in 1911 als eenheidskandidaat van de liberalen verkozen tot gemeenteraadslid van Antwerpen. Zowel in de nationale als in de plaatselijke politiek hechtte Franck belang aan de eenheid van de liberalen en verzette hij zich tegen de opdeling in een conservatief en een progressief blok.
Bij de taalwetgeving trad hij in de Kamer op als een gematigd en constructief leider van de Vlaamsgezinde liberalen, die toen in de oppositie zaten. Hij ijverde voor een geleidelijke vernederlandsing in Vlaanderen en was tegen taaldwang in Wallonië. Door het wetsvoorstel dat hij in 1910 samen met Paul Segers indiende en dat door het parlement werd goedgekeurd, had hij een grote invloed tot de vernederlandsing van het vrije middelbaar onderwijs in Vlaanderen. Op het einde van datzelfde jaar lanceerde hij samen met Camille Huysmans en Frans Van Cauwelaert, de zogenaamde drie kraaiende hanen, een campagne voor de vernederlandsing van de universiteit van Gent. In 1912 werd hiervoor een wetsvoorstel ingediend maar het zou tot 1930 duren vooraleer de vernederlandsing een feit was.
Tijdens de Eerste Wereldoorlog was hij van 1916 tot 1918 schepen van Antwerpen en in 1915 medeoprichter en voorzitter van het Comité van Hulp en Voeding voor de provincie Antwerpen. Als voorzitter van een Intercommunale Commissie van Notabelen voerde hij een voorzichtige administratieve samenwerking met de Duitse bezetter. Tegelijk was hij een fel tegenstander van het Vlaamse activisme. In 1918 werd hij om die reden korte tijd in Duitsland geïnterneerd.
Na de oorlog was hij van 1918 tot 1924 minister van Koloniën en stichtte hij in 1920 de Koloniale Hogeschool in Antwerpen. Franck liet het spoorwegnetwerk in de kolonies uitbouwen zodat de industrialisatie een aanvang kon nemen. Hij was een van de grondleggers van de nieuwe differentialistische taalkundige en culturele aanpak die na 1908 terrein won op de voorgaande assimilatiepolitiek. Zo zorgde hij ervoor dat de Congolese talen tot eind jaren 1940 de primaire onderwijstaal in het lager onderwijs werden.
In 1926 werd hij benoemd tot minister van Staat. Hetzelfde jaar verliet hij de politiek om gouverneur van de Nationale Bank van België te worden. Hij voerde als gouverneur een dynamisch maar autocratisch en eigenzinnig beleid, wat tijdens de economische crisis in de jaren 1930 een nieuwe monetaire politiek te lang verhinderde. In 1936 werd zijn mandaat als gouverneur tegen de verwachtingen van velen in verlengd. Onder minister Hendrik De Man, die wilde afrekenen met Franck en de Nationale Bank, werd zijn positie echter onhoudbaar. Naar aanleiding van een gerechtelijk onderzoek, vroeg hij op 25 oktober 1937 verlof. Twee maanden later stierf Franck. Zijn overlijden gaf aanleiding tot tegenstrijdige verklaringen. Vermoed wordt dat Franck zichzelf van het leven beroofde.
Hij was ook een schrijver van essays over de taalstrijd, het Vlaams activisme en Belgisch-Congo. Zijn bibliotheek wordt bewaard in de Erfgoedbibliotheek Hendrik Conscience en zijn archief in het Letterenhuis.

## Publicaties
Franck publiceerde in talrijke tijdschriften, zoals: De Vlaamsche Kunstbode, De Nederlandsche Dict- en Kunsthalle, De Vlaamsche School, Vlaamsche Conferentie der Balie van Antwerpen, De Vlaamsche Gids, Rechtskundig Tijdschrift en andere juridische tijdschriften.
- L'évolution morale et la crise pessimiste à la fin du XXIX siècle, 1893
- Taal en nationaliteit, 1896
- Le Mouvement Flamand et von Bissing, 1922
- De democratie en de liberale partij, 1924
- Congo, land en volk, 1926
- La stabilisation monétaire en Belgique et ses résultats après vingt mois, 1928
- La question des langues au Congo, 1929
- De Belgische nationaliteit en de Vlaamsche Beweging, 1930
- 1914-1918. En pays occupé. L'oeuvre de secours et d'alimentation et la résistance civile, 1932